# Zoran Mitrov
Zoran Mitrov (Timișoara, 29 gennaio 2002) è un calciatore rumeno, centrocampista del Botoșani.

## Carriera

### Club
Ha iniziato a giocare a calcio nel settore giovanile dell'UTA Arad per poi passare al Sassuolo nel gennaio del 2020. Con i neroverdi ha trascorso una stagione e mezza nella formazione Primavera prima di tornare in Romania al Ripensia Timișoara. Ha debuttato a livello professionistico il 31 luglio 2021 nell'incontro di seconda divisione rumena pareggiato 3-3 contro il Dunărea Călărași ed ha segnato il suo primo gol il 6 novembre seguente contro il Farul Costanza.
Nell'estate del 2022 è stato acquistato dal Brașov, dove ha trascorso una stagione in seconda divisione prima di passare a titolo definitivo al Petrolul Ploiești.
Impiegato con poca frequenza, nel mercato invernale del 2024 è stato ceduto al Botoșani, altro club della prima divisione rumena.

### Nazionale
Ha giocato con la nazionale rumena Under-21.

## Statistiche

### Presenze e reti nei club
Statistiche aggiornate al 7 giugno 2025.
| Stagione                  | Squadra                   | Campionato                | Campionato | Campionato | Coppe nazionali | Coppe nazionali | Coppe nazionali | Coppe continentali | Coppe continentali | Coppe continentali | Altre coppe | Altre coppe | Altre coppe | Totale | Totale | Totale |
| Stagione                  | Squadra                   | Comp                      | Pres       | Reti       | Comp            | Pres            | Reti            | Comp               | Pres               | Reti               | Comp        | Pres        | Reti        | Pres   | Reti   |        |
| ------------------------- | ------------------------- | ------------------------- | ---------- | ---------- | --------------- | --------------- | --------------- | ------------------ | ------------------ | ------------------ | ----------- | ----------- | ----------- | ------ | ------ | ------ |
| 2021-2022                 | Ripensia Timișoara        | L2                        | 21         | 2          | CR              | 1               | 0               | -                  | -                  | -                  | -           | -           | -           | 22     | 2      |        |
| ago. 2022                 | Ripensia Timișoara        | L2                        | 2          | 0          | CR              | 0               | 0               | -                  | -                  | -                  | -           | -           | -           | 2      | 0      |        |
| Totale Ripensia Timișoara | Totale Ripensia Timișoara | Totale Ripensia Timișoara | 23         | 2          |                 | 1               | 0               |                    | -                  | -                  |             | -           | -           | 24     | 2      |        |
| 2022-2023                 | Brașov                    | L2                        | 15         | 4          | CR              | 0               | 0               | -                  | -                  | -                  | -           | -           | -           | 15     | 4      |        |
| 2023-gen. 2024            | Petrolul Ploiești         | L1                        | 3          | 0          | CR              | 1               | 0               | -                  | -                  | -                  | -           | -           | -           | 4      | 0      |        |
| gen.-giu. 2024            | Botoșani                  | L1                        | 19         | 0          | CR              | 0               | 0               | -                  | -                  | -                  | -           | -           | -           | 19     | 0      |        |
| 2024-2025                 | Botoșani                  | L1                        | 30         | 7          | CR              | 3               | 0               | -                  | -                  | -                  | -           | -           | -           | 33     | 7      |        |
| 2025-2026                 | Botoșani                  | L1                        | 0          | 0          | CR              | 0               | 0               | -                  | -                  | -                  | -           | -           | -           | 0      | 0      |        |
| Totale carriera           | Totale carriera           | Totale carriera           | 90         | 13         |                 | 5               | 0               |                    | -                  | -                  |             | 0           | 0           | 95     | 13     |        |